# 灰磘港
灰磘港是臺灣臺南市北門區的一個傳統地域名稱，位於該區中部偏東。對應今日行政區劃分，其範圍對應今玉港里一帶。為舊時學甲十三庄之一。

## 歷史沿革
灰磘港（一作灰窯港）舊稱「尖山仔」，取自山丘尖尖之意，山丘在今玉旨宮之西。
1711年（清康熙50年）灰磘港最早由福建泉州籍的陳禎郎（1686-?）開墾，後發展成灰磘港「南安陳」家族，之後「中洲陳」也移入此地，今多居住在頂厝角一帶。1882年（光緒八年），在此開墾的「中洲陳」曾因捕魚問題與「頭港吳」械鬥，頭港吳因人手不足，向將軍四埔吳求援，於是發生「吳陳拼」，據傳此役死傷達三十五人。
日治時期庄人多建火磘燒製蚵殼灰作為建材為業，因庄內有大溝直通海港，故易名為灰磘港，全盛時期有十餘家，戰後被關仔嶺的白石灰所取代。

## 廟宇
灰磘港內共有兩座廟宇，分別為尖山東側的玉旨宮和今北門國小玉湖分校前的天封宮。每逢學甲慈濟宮舉辦「上白礁」請水火儀式，兩座廟宇皆會參與。
灰磘港天封宮
天封宮今位於北門國小玉湖分校對面，興建於1981年，主祀李府千歲，同祀吳府千歲、觀音佛祖及保生大帝。李府千歲為「南安陳」開臺祖陳禎郎（1686－？）由中國福建南安縣迎請而來，祭祀圈以「中角陳」為主。每年共有兩次例祭，分別為農曆4月15日李府千歲聖誕以及9月的吳府千歲、觀音佛祖的壽誕。並在9月的例祭舉行「煮油淨宅」儀式。
灰磘港玉旨宮
玉旨宮興建於1981年，主祀李府千歲，同祀池、吳、朱、范府千歲、觀音佛祖、玉皇上帝、廣澤尊王、中壇元帥、虎爺。拜殿廟門有潘麗水所繪的門神。祭祀圈以「頂厝角」和「下頭角」的信徒為主。每年農曆的4月15日為玉旨宮的例祭。

## 圖集

臺南市學甲區灰磘港空拍圖
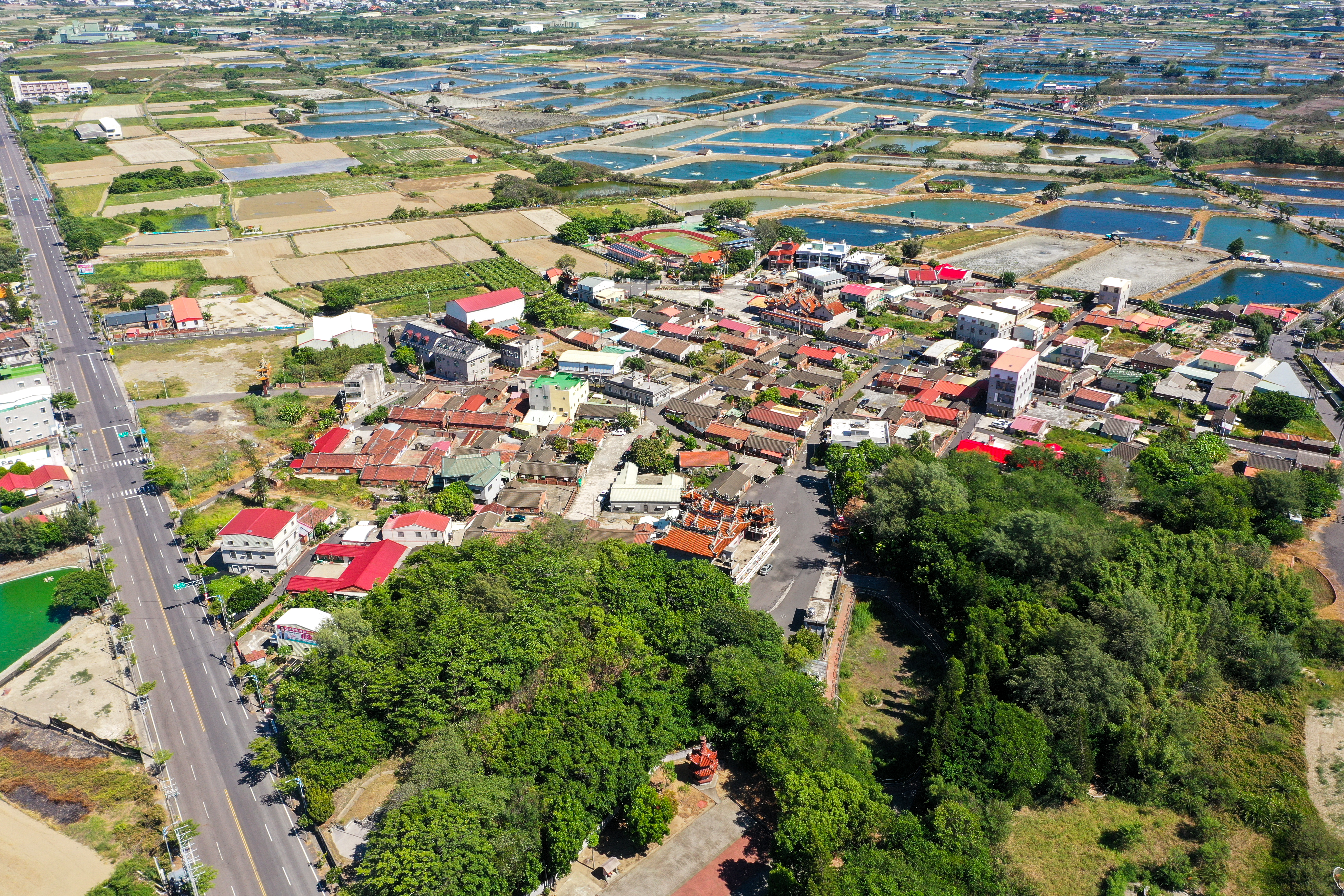
臺南市學甲區灰磘港空拍圖2
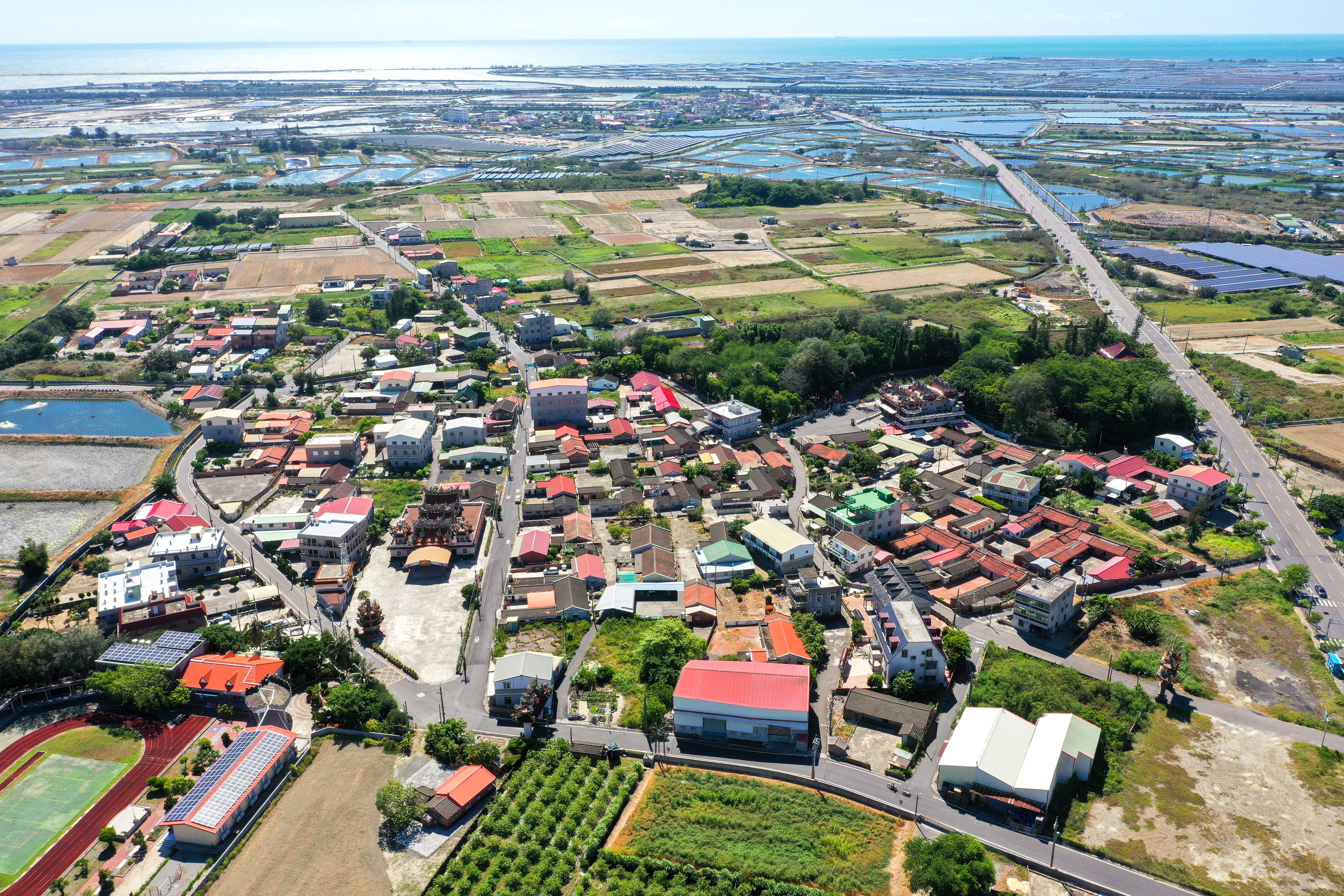
臺南市學甲區灰磘港空拍圖3
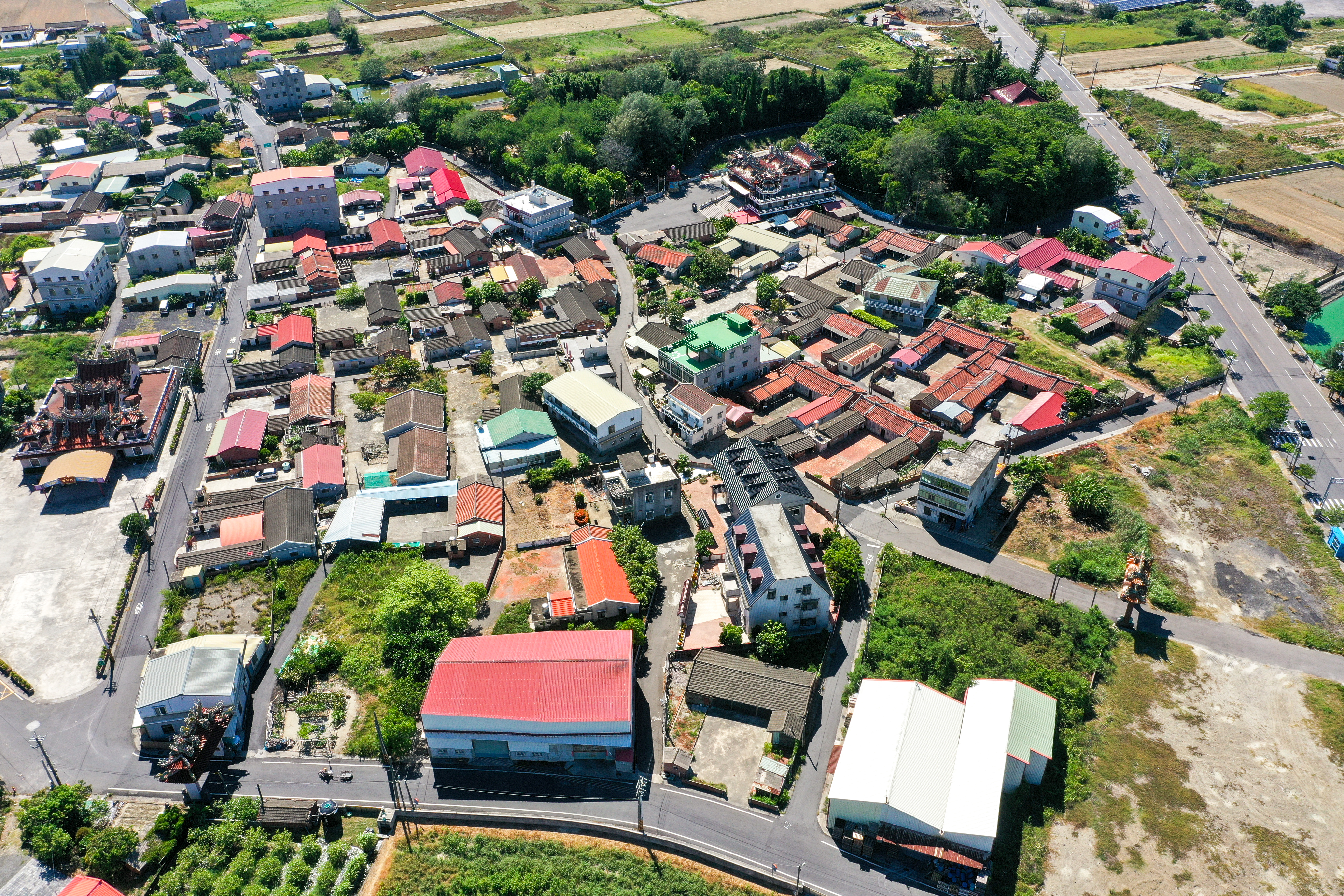